# Залишанська сільська рада
| Залишанська сільська рада — колишній орган місцевого самоврядування у Поліському районі Київської області з адміністративним центром у с. Залишани. Історична дата утворення: в 1936 році. Сільській раді були підпорядковані населені пункти: - с. Залишани - с. Вересня |

## Склад ради
Рада складалася з 12 депутатів та голови.

### Керівний склад ради
| ПІБ                          | Основні відомості                                                 | Дата обрання | Дата звільнення |
| ---------------------------- | ----------------------------------------------------------------- | ------------ | --------------- |
| Середюк Віктор Володимирович | Сільський голова, 1970 року народження, освіта, безпартійний      | 26.03.2006   | 19.10.2009      |
| Мартиненко Микола Іванович   | Сільський голова, 1962 року народження, освіта вища, безпартійний | 31.05.2011   |                 |

Примітка: таблиця складена за даними джерела